# NGC 609
NGC 609 (również OCL 325) – gromada otwarta znajdująca się w gwiazdozbiorze Kasjopei. Odkrył ją Heinrich Louis d’Arrest 9 sierpnia 1863 roku. Jest położona w odległości ok. 13 tys. lat świetlnych od Słońca.